# Adorée Via Villany
Adorée Via Villany (artistnamn), född 1891 i Rouen, var en fransk dansare och koreograf.

## Biografi
Adorée Via Villany drogs tidigt till teatern, och var självlärd som artist och dansare. Hon fick publikens uppmärksamhet när hon 1905 framförde de sju slöjornas dans, som hon i föreställningen förenade med talad text på franska från Oscar Wildes pjäs Salome. Hennes verk undersökte mytiska, historiska och orientaliska teman. Hon infogade också teman från tidens konstnärer, såsom Franz Stuck och Arnold Böcklin. Hon skapade sina egna dräkter som ofta var fria och kunde visa delar av hennes kropp under föreställningen. Hon framförde föreställningar i Prag, Paris, Gent, Berlin, Rotterdam, Wien, Brüssel, Marienbad och San Sebastián.
Adorée Via Villany blev anklagad för obscenitet. I München år 1911 fann dock juryn att föreställningen hade höga konstnärliga värden. Men år 1913 blev hon dömd till böter i Paris för att ha visat för mycket hud.
År 1915 medverkade hon i en dansk film med Gunnar Helsengreen Slør-Danserinden av Cesare Rino Lupo.
Under åren 1914–1918 hade hon beviljats tillstånd att uppehålla sig i Sverige. Kriget hade slutit gränserna och hon var instängd i Sverige. Men hon uppträdde på teatrar och biografer, år 1915 uppträdde hon på Oscarsteatern och Intiman i Stockholm. Hon var i Piteå 1916 men myndigheterna ville förbjuda hennes dansföreställning eftersom hon brukade utföra ”dansprestationer i naket tillstånd”. Kyrkorådet omnämner att ”myndigheterna i Göteborg, Malmö och Stockholm uppå vederbörande kyrkoråds framställningar vägra den sköna Adorée att uppträda inom nämnda städer”. I en recension i Norrbottenkurien 1916 skriver signaturen Quand même: ”Det hela är en uppenbarelse. Och det är inte farligt att skåda. Det sköna i ädel form är aldrig farligt, även om det är naket.”
Adorée Via Villany publicerade år 1912 en bok om dans, Tanz-Reform und Pseudo-Moral som utvecklade hennes estetiska principer. Hon var en världsförbättrande dansös. I boken förklarar hon hur hon vill förbättra världen med sin "reform-dans", och hur kroppen och kulturen skulle sammansmälta i en konstnärlig skönhetsupplevelse som skulle befria människorna.

## Att läsa vidare
- Mattias Hessérus: The Naked Dancer, Adorée Villany i Decadence and Decay (redaktörer Kurt Almqvist och Mattias Hessérus), Stolpe Förlag, Stockholm 2019